# La Mena
La Mena ist ein Stadtteil von Quito und eine Parroquia urbana in der Verwaltungszone Eloy Alfaro im Kanton Quito der ecuadorianischen Provinz Pichincha. Die Fläche beträgt etwa 7,9 km². Die Einwohnerzahl lag im Jahr 2019 bei 53.617.

## Lage
Die Parroquia La Mena liegt südwestzentral in Quito 6,4 km südwestlich vom Stadtzentrum auf einer Höhe von etwa 2890 m. Die Avenida Mariscal Sucre verläuft entlang der südöstlichen Verwaltungsgrenze.
Die Parroquia La Mena grenzt im Nordosten an die Parroquia Chilibulo, im Südosten an die Parroquias San Bartolo und Solanda, im Südwesten an die Parroquia Chillogallo sowie im Westen an die Parroquia rural Lloa.

## Barrios
Die Parroquia La Mena ist in folgende Barrios gegliedert:
- Combatientes del 41
- Cristo Rey
- Eugenio Espejo
- La Biloxi
- La Raya
- Mariscal de Ayacucho
- Reino de Quito-La Mena
- Santa Bárbara (Alta y Baja)
- Santa Bárbara de Chillogallo
- Santa Inés
- Tarqui
- Vencedores del Pichincha